# 戈雷岛
戈雷岛（法語：Île de Gorée）是位于塞内加尔达喀尔港外海约2千米远的大西洋洋面上的一个岛屿，与达喀尔隔海相望。面积约0.182平方千米。2005年官方估计人口为1056人。
今天的戈雷岛是达喀尔市19个区之一，1978年列入联合国教科文组织世界遗产名录。

## 历史
戈雷岛在历史上以奴隶贸易中心闻名。戈雷岛是欧洲殖民者最早涉足的非洲据点之一，1444年葡萄牙人来到这里，1450年他们在此建立了一个小教堂。此后在葡萄牙人和荷兰人之间几度易手，荷兰人将其命名为胡雷岛，1664年被英国人占领。
1677年，法国人，在此期间，戈雷岛是一个重要的贸易站。除了众所周知的奴隶贸易，这里还是蜂蜡、兽皮和粮食贸易的重要枢纽。1916年以後，該市成為法蘭西殖民帝國本土的一部分，實行法國市政法律，直到1960年塞内加尔独立:165。
约1780至1784年间，一个法非混血商人在这里建立了戈雷岛奴隶城堡，1962年被改建为博物馆。

## 登录基准
该世界遗产被认为满足世界遺產登錄基準中的以下基準而予以登錄：
- （vi）具有显著普遍价值的事件、活的传统、理念、信仰、艺术及文学作品，有直接或实质的连结（世界遗产委员会认为该基准应最好与其他基准共同使用）。

## 拓展阅读
- Camara, Abdoulaye & Joseph Roger de Benoïst. Histoire de Gorée, Paris: Maisonneuve & Larose, 2003